# Palicourea apoda
Espèce
Synonymes
Selon Tropicos (20 mai 2024)
- Cephaelis violacea (Aubl.) Sw.
- Psychotria apoda Steyerm. - Basionyme
- Tapogomea violacea Aubl.

Selon GBIF (20 mai 2024)
- Callicocca violacea (Aubl.) Forsyth f.
- Cephaelis violacea (Aubl.) Sw.
- Cephaelis violacea var. latifolia Miq.
- Psychotria apoda Steyerm. - Basionyme
- Tapagomaea violacea Aubl.
- Tapogomea violacea Aubl.
- Uragoga violacea (Aubl.) Pulle
- Uragoga willdenowiana Kuntze

Palicourea apoda est une espèce d'arbuste d'Amérique du sud, appartenant à la famille des Rubiaceae.
On l'appelle au Suriname Akra (Sranan tongo) ou Kamba oso.

## Description
Palicourea apoda est une arbuste ou sous-arbrisseau atteignant jusqu'à 3 m de haut, pubérulent à glabre.
Les feuilles mesurent 8-20 × 2-9 cm.
Les pétioles sont longs de 7-15 mm.
Les stipules sont persistantes, réunies autour de la tige, avec une gaine longue de 2-4,5 mm, tronquée à arrondie, la marge souvent hyaline ou cartilagineuse et jusqu'à 1 mm de large, parfois 1 ou 2 groupes subterminaux de glandes présents de chaque côté.
Les inflorescences sont terminales, capitées, avec un pédoncule long de 0-3 mm, à têtes mesurant 1-2,5 × 1,5-2 cm, et des bractées externes vertes, longues de 10-20 mm.
Les fleurs sont sessiles.
Le limbe du calice est lobé, long de 1-1,5 mm.
La corolle est blanche, avec un tube long de 12-15 mm, et des lobes de 1,5-2 mm.
Le fruit est bleu, ellipsoïde, mesurant environ 6 × 4 mm. 
Les 2 pyrenes ont une fissure ventrale centrale longitudinale, et sont dorsalement anguleux à strié
En 1953, Lemée en propose la description suivante de Palicourea apoda :

« [Cephaelis] violacea Sw. (Tapogomea v. Aubl.). Sous-arbrisseau glabre ; feuilles de 0,07-0,15 sur 0,02-0,08, elliptiques-oblongues acuminées caudées, à base aiguë, subcoriaces glabres, avec 11-14 paires de nervures saillantes en dessous subparallèles , alternant avec 2-3 veines plus fines ; unies entre elles près des bords, stipules unies sur 3-4 mm., surmontées de glandes subulées ; capitules subsessiles déprimés-globuleux à diamètre de 0,02, avec involucre de 3 paires de bractées coriaces orbiculaires violacées ; fleurs avec bractées étroites aiguës, calice glabre, à segments très courts, corolle blanche ou violacée, à lobes poilus au sommet en dehors ; drupe de 6 mm. sur 5, à noyaux lisses. - Maroni : camp Godebert, Charvein (R. Benoist) ; herbier Lemée : chantier de l'Orapu. »

— Albert Lemée, 1953.

## Répartition
Palicourea apoda est présent de la Colombie orientale au Brésil, en passant par le Venezuela, le Guyana, le Suriname, et la Guyane.

## Écologie
Palicourea apoda est une arbuste à port très décombant, qui pousse dans les forêts ripicoles, de plaine et montagnardes inférieures, à 50-500 m d'altitude.
Palicourea apoda est abondant dans la strate arbustive des forêts ouvertes sur djougoung-pété en Guyane.

## Usages
Palicourea apoda est considérée comme une plante magique utilisée dans le rituel Winti au Suriname.
L'extrait de Psychotria apoda présente des propriétés antipaludéennes,,.

## Protologue

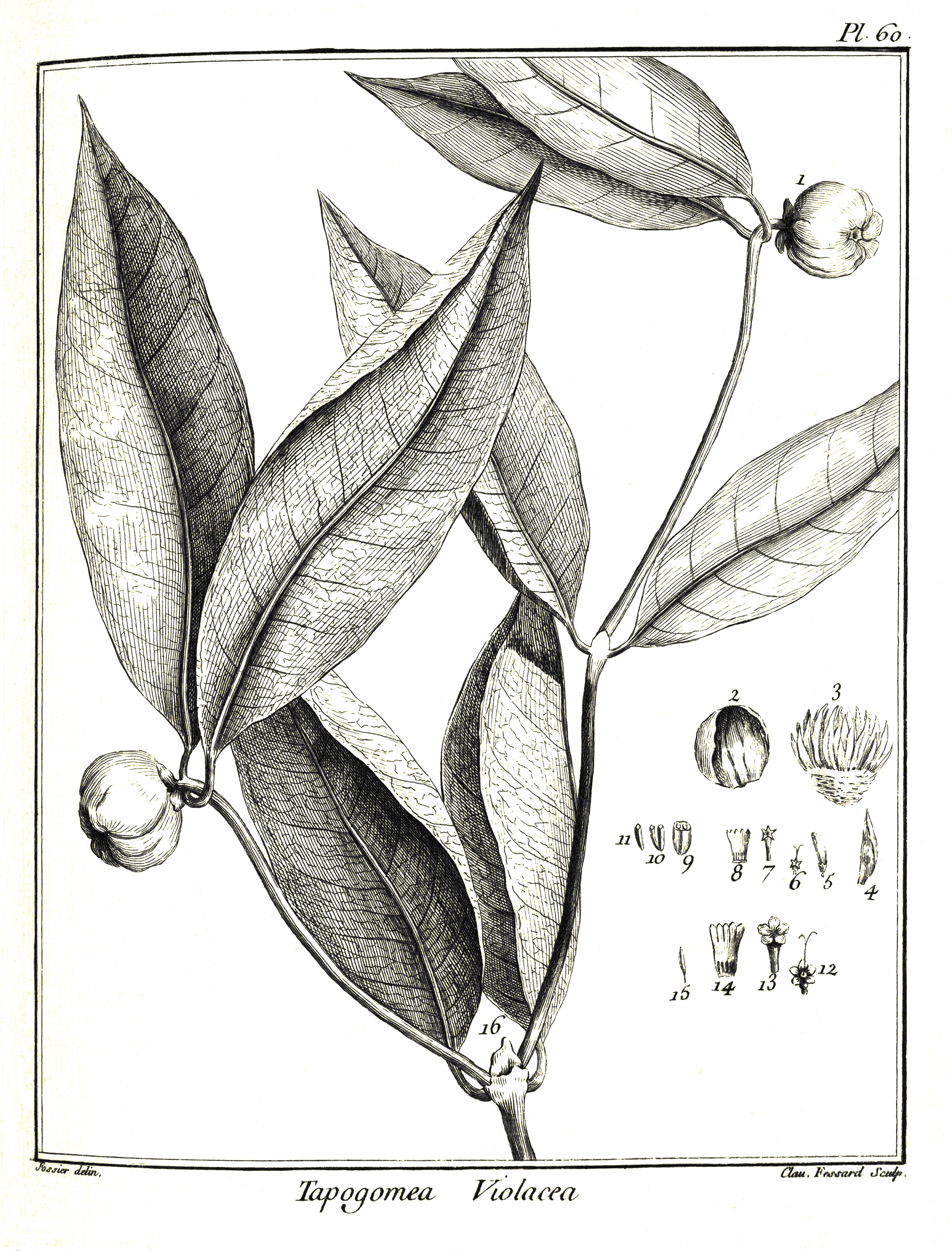
Coffea apoda (= Palicourea apoda) par Aublet (1775)
La tête de la fleur, & les fruits ſont repréſentés de grandeur naturelle ; on a groſſi une fleur. - 1. Tête de fleur avec une gaîne à ſa baſe. - 2. Écaille de la tête de fleur. - 3. Placenta commun couvert d'écailles. - 4. Écaille ſéparée. - 5. Bouton de fleur. - 6. Calice. piſtil Stigmates. - 7. Corolle. - 8. Corolle ouverte. Étamines. - 9. Baie. - 10. Deux petits noyaux. - 11. Noyau ſéparé. - Parties détaillées groſſies. - 12. Calice. piſtil. Stigmates. - 13. Corolle. - 14. Corolle ouverte. Étamines. - 15. Étamine ſéparée. - 16. Stipules.

En 1775, le botaniste Aublet a premièrement décrit Palicourea apoda sous le nom de Tapogomea violacea et en a proposé le protologue suivant : 

« 1. TAPOGOMEA (violacea)  capitulo florum globoſo, ſquamoſo ; flore & fructu violaceo. (Tabula 60.).
Planta perennis, caulem pedalem, & bipedalem ramoſum è radice emittens; rami nodoſi, oppoſiti. Folia oppoſita, nervoſa, nervis purpuraſcentibus, ovato-oblonga, acuta, glabra, integerrima, & retroflexa, præcipuè ad baſim capituli floriferi, petiolata ; petiolis vaginæ breviſſimæ, amplexicauli adnexis.
Florebat fructumque ferbat Auguſto.
Habitat in ſylvis Guianæ, & præfertim in territorio Oyac dicto.

LE TAPOGOME à fleur violette. (PLANCHE 60.)
La racine de cette plante eſt ligneuſe, rameuſe, & flbreuſe. Elle pouſſe une tige ligneuſe, noueuſe, chargée de branches & de rameaux oppoſés, & également noueux. Les nœuds ſont garnis de deux feuilles oppoſées, unies à une petite gaine, qui entoure les tiges, les branches & les rameaux à leur naiſſance. Les feuilles ſont entières, verdâtres, liſſes, fermes, luiſantes, ovales, terminées par une longue pointe. Les nervures ſont rougeâtres, de couleur purpurine. Leur pédicule eſt court, convexe en deſſous, & creuſé en goutière en deſſus ; il eſt coudé, ce qui fait que les feuilles ſe redreſſent, & ſe portent d'un ſeul côté. L'intervalle qu'il y a d'une paire de feuilles à l'autre eſt courbe. Les plus grandes feuilles ont ſix pouces de longueur ſur deux de largeur. 
Les fleurs naiſſent à l'extrémité des rameaux entre deux feuilles; elles ſont ramaſſées en tête. Le pédoncule qui les porte eſt très court, & recourbé. A la baſe de cette tête eſt une gaîne qui ſe partage en deux parties fermés, oppoſées, dont les extrémités ſe réuniſſent en arrière. La tête eſt enveloppée par cinq écailles, convexes, de couleur violette, larges, ſèches, qui ſe couvrent en partie les unes les autres ; la cinquième qui eſt intérieure eſt plus petite. lorſqu'on renverſe les cinq écailles, on découvre alors un grand nombre de fleurs ſéparées les unes des autres par des écailles longues, étroites, droites, & violettes. Les neurs, & les écailles ſont attachées ſur un placenta commun.
Le calice de la fleur eſt très petit, évaſé, & diviſé à ſon limbe en cinq parties aiguës, & égales.
La corolle eſt monopétale, bleuâtre. Son tube eſt renflé par le haut & partagé à ſon limbe en cinq lobes arrondis. Elle eſt attachée ſur l'ovaire autour de deux petits corps glanduleux.
Les étamines ſont cinq, placées a la paroi interne, & inférieure du tube au-deſſous de ſes diviſions. Le filet eſt court. L'anthère eſt longue, & a quatre côtes.
Le piſtil eſt un ovaire oblong, renferme dans le calice, avec lequel il fait corps. Il porte deux corps glanduleux du milieu deſquels fore un style qui ſe partage en deux branches terminées chacune par un STIGMATE obtus.
L'ovaire devient une baie bleuâtre, anguleuſe, qui contient deux petits noyaux appliqués l'un contre l'autre ; l'un des noyaux avorte pour l'ordinaire, l'autre contient une amande coriace.
Les cinq grandes écailles ſubſiſtent, & enveloppent le fruit juſqu'à ſa parfaite maturité. 
Cette plante eſt vivace, & croît dans les forêts humides de la Guiane, ſur-tout au quartier d'Oyac. Elle eſt en fleur, & en fruit dans le mois d'Août. »

— Fusée-Aublet, 1775.